# Coppa CERS 2006-2007
La Coppa CERS 2006-2007 è stata la 27ª edizione dell'omonima competizione europea di hockey su pista riservata alle squadre di club. Il torneo ha avuto inizio il 4 novembre 2006 e si è concluso il 18 marzo 2007. 
Il titolo è stato conquistato dagli spagnoli del Vilanova per la prima volta nella loro storia sconfiggendo in finale i portoghesi del Candelária. 
In quanto squadra vincitrice il Vilanova ha ottenuto anche il diritto di partecipare alla Coppa Continentale.

## Squadre partecipanti
| Nazione     | Club               | Città                  | Qualificazione                                           |
| ----------- | ------------------ | ---------------------- | -------------------------------------------------------- |
| Francia     | La Vendéenne       | La Roche-sur-Yon       | Eliminato agli ottavi di finale di CERH Champions League |
| Francia     | Mérignac           | Mérignac               | 4º in Nationale 1 2005-2006                              |
| Francia     | Ploufragan         | Ploufragan             | 5º in Nationale 1 2005-2006                              |
| Francia     | Quévert            | Dinan                  | 6º in Nationale 1 2005-2006                              |
| Francia     | SCRA Saint-Omer    | Saint-Omer             | Eliminato agli ottavi di finale di CERH Champions League |
| Germania    | Germania Herringen | Hamm                   |                                                          |
| Germania    | Remscheid          | Remscheid              |                                                          |
| Inghilterra | Bury               | Bury St Edmunds        |                                                          |
| Italia      | Marzotto Valdagno  | Valdagno               | 9º in Serie A1 2005-2006                                 |
| Italia      | Novara             | Novara                 | 9º in Serie A1 2005-2006, quarti di finale dei play-off  |
| Italia      | Roller Salerno     | Salerno                | 7º in Serie A1 2005-2006, quarti di finale dei play-off  |
| Portogallo  | Candelária         | Ponta Delgada          | 6º in 1ª Divisão 2005-2006                               |
| Spagna      | Igualada           | Igualada               | 4º in OK Liga, semifinale dei play-off                   |
| Spagna      | Tenerife           | Santa Cruz de Tenerife | 6º in OK Liga, quarti di finale dei play-off             |
| Spagna      | Vilanova           | Vilanova i la Geltrú   | 5º in OK Liga, quarti di finale dei play-off             |
| Svizzera    | Thunerstern        | Thun                   | Eliminato agli ottavi di finale di CERH Champions League |
| Svizzera    | Uri                | Seedorf                |                                                          |
| Svizzera    | Uttigen            | Uttigen                | Eliminato agli ottavi di finale di CERH Champions League |
| Svizzera    | Wimmis             | Wimmis                 |                                                          |

## Risultati

### Primo turno
Le gare di andata vennero disputate il 4 mentre le gare di ritorno furono disputate il 18 novembre 2006.
| Squadra 1          | Totale | Squadra 2 | Andata | Ritorno |
| ------------------ | ------ | --------- | ------ | ------- |
| Candelária         | 14 - 2 | Uri       | 8 - 2  | 6 - 0   |
| Tenerife           | 27 - 5 | Bury      | 18 - 5 | 9 - 0   |
| Germania Herringen | 9 - 11 | Mérignac  | 2 - 6  | 7 - 5   |

### Ottavi di finale
Le gare di andata vennero disputate il 2 mentre le gare di ritorno furono disputate il 16 dicembre 2006.
| Squadra 1      | Totale | Squadra 2         | Andata | Ritorno |
| -------------- | ------ | ----------------- | ------ | ------- |
| Tenerife       | 5 - 7  | Vilanova          | 2 - 3  | 3 - 4   |
| Uttigen        | 7 - 13 | Ploufragan        | 6 - 5  | 1 - 8   |
| Quévert        | 1 - 9  | Marzotto Valdagno | 0 - 2  | 1 - 7   |
| Igualada       | 16 - 3 | SCRA Saint-Omer   | 11 - 1 | 5 - 2   |
| Novara         | 7 - 0  | Thunerstern       | 4 - 0  | 3 - 0   |
| Remscheid      | 5 - 10 | Mérignac          | 2 - 1  | 3 - 9   |
| Roller Salerno | 2 - 3  | La Vendéenne      | 1 - 1  | 1 - 2   |
| Candelária     | 18 - 6 | Wimmis            | 11 - 0 | 7 - 6   |

### Quarti di finale
Le gare di andata vennero disputate il 13 mentre le gare di ritorno furono disputate il 27 gennaio 2007.
| Squadra 1         | Totale | Squadra 2    | Andata | Ritorno |
| ----------------- | ------ | ------------ | ------ | ------- |
| Novara            | 14 - 6 | La Vendéenne | 8 - 2  | 6 - 4   |
| Marzotto Valdagno | 4 - 9  | Vilanova     | 3 - 4  | 1 - 5   |
| Ploufragan        | 9 - 11 | Mérignac     | 5 - 5  | 4 - 6   |
| Igualada          | 2 - 4  | Candelária   | 1 - 3  | 1 - 1   |

### Semifinali
Le gare di andata vennero disputate il 10 mentre le gare di ritorno furono disputate il 24 febbraio 2007.
| Squadra 1  | Totale | Squadra 2 | Andata | Ritorno |
| ---------- | ------ | --------- | ------ | ------- |
| Vilanova   | 7 - 3  | Mérignac  | 4 - 1  | 3 - 2   |
| Candelária | 8 - 5  | Novara    | 4 - 2  | 4 - 3   |

### Finale
| Squadra 1  | Totale | Squadra 2 | Andata | Ritorno |
| ---------- | ------ | --------- | ------ | ------- |
| Candelária | 3 - 5  | Vilanova  | 1 - 1  | 2 - 4   |